# Giovanni Cornaro
Giovanni Cornaro (født 30. juni 1720 i Venedig i Italien, død 29. marts 1789 i Roma) var en af Den katolske kirkes kardinaler. Han var en søn af Niccolò Cornaro and Alba Giustiniani Han var tilknyttet den romerske kurie.
Han blev 1. juni 1778 udnævnt til kardinal for San Cesareo i Palatio af pave Pius VI.
Han var fra en anden gren af den gamle Cordano-slægten som de andre Cornaro-kardinalerne kom fra, skønt de var alle hans fjerne slægtninge: Kardinalerne Marco Cornaro (udnævnt 1500), Francesco Cornaro (1527), Andrea Cornaro (1544), Luigi Cornaro (1551), Federico Cornaro (1585), Federico Baldissera Bartolomeo Cornaro (1626) og Giorgio Cornaro (1697).
Han døde i 1789 og blev begravet i basilica San Marco.